# أنور علي
أنور علي المولود عامَ 1945 في لاهور، ولاية البنجاب البريطانية، الراج البريطاني، هو عالم فيزياء نووية باكستاني شغل منصب رئيس وكالة الطاقة الذرية الباكستانية من عام 2006 إلى 2009.:431 يشتهر أنور علي بدوره في برنامج الردع النووي، حيث كان العضو الرائد في قسم الفيزياء النووية. وأثناء مهنته، عمل مع كل من الدكتور عبد القادر خان والدكتور منير أحمد خان، وهما عالمين نووين باكستانيين، في برنامج الأسلحة النووية خلال سبعينيات وثمانينيات القرن العشرين.